# Martina Hellmannová
Martina Hellmannová, rozená Opitzová (* 12. prosince 1960, Lipsko, Sasko) je bývalá východoněmecká atletka, jejíž specializací byl hod diskem.
V roce 1983 získala zlatou medaili na prvním ročníku mistrovství světa v atletice v Helsinkách. O čtyři roky později titul obhájila na šampionátu v Římě v dosud platném rekordu mistrovství, jehož hodnota je 71,62 m. V roce 1988 se stala v jihokorejském Soulu olympijskou vítězkou, když hodem dlouhým 72,30 m vytvořila nový olympijský rekord, který je dosud platný.
Jejím posledním výraznějším úspěchem byla bronzová medaile na evropském šampionátu ve Splitu v roce 1990. Bronz získala rovněž na předchozím šampionátu ve Stuttgartu 1986. V roce 1991 se umístila na mistrovství světa v Tokiu na čtvrtém místě. Zúčastnila se též letních olympijských her 1992 v Barceloně, kde však nepostoupila z kvalifikace.

## Osobní rekord
- hod diskem – 72,92 m – 20. srpen 1987, Postupim